# Yolande Moreau
Yolande Moreau (Brussel·les, 27 de febrer de 1953) és una actriu i directora de cinema belga. Premiada amb tres Cèsar: un per al millor primer film (l'any 2005) i dos com a millor actriu (l'any 2005 i 2009). És l'única artista belga que ha guanyat dos Cèsar a la millor actriu.

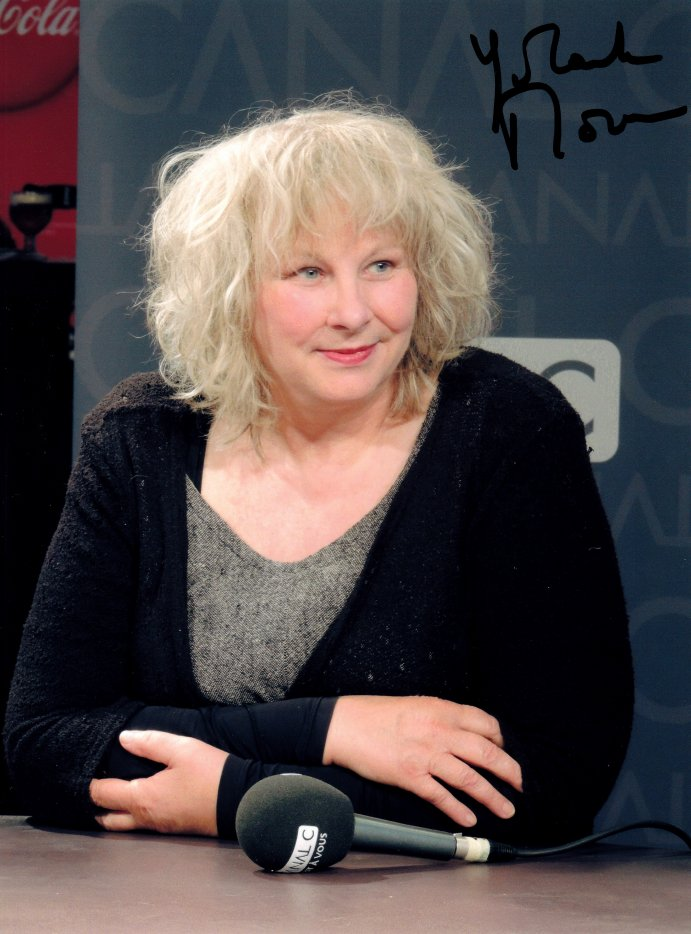
Yolande Moreau l'any 2013 al FIFF de Namur.

El seu pare, való, és comerciant de fusta; la seva mare, flamenca, és mestressa de casa.

## Biografia
Després d'una formació amb Jacques Lecoq, Yolande Moreau comença en espectacles per a nens al teatre dels nens de la Ciutat de Brussel·les (i contràriament a les informacions que han circulat a la premsa, mai no ha treballat com a educadora). A continuació va escollir de dedicar-se a la comèdia. Escriu l'any 1981 Sale affaire, du sexe et du crime, un one-woman-show on interpreta una dona que avaba de matar el seu amant. Presenta aquest espectacle al Festival del riure de Rochefort (Bèlgica) on assoleix el gran premi l'any 1982.
Agnès Varda li ofereix els seus primers papers al cinema al curtmetratge 7 p., cuis., s. de b.... à saisir l'any 1984, després l'any següent a Sans toit ni loi.
L'any 1989, Yolande Moreau s'uneix a la tropa de Jérôme Deschamps i Macha Makeïeff, de la qual esdevé un dels pilars. Als espectacles Lapin chasseur o Les Pieds dans l'eau al programa televisat Les Deschiens, fa un personatge frustrat i esbojarrat.
L'any 2004, interpreta i codirigeix, amb Gilles Porte, Quand la mer monte...  on fa el paper, tret de la seva pròpia experiència, d'una artista-humorista en gira al Nord de França i a Bèlgica. Per a aquest film, se li concedeix el premi Louis-Delluc al millor primer film i a continuació els Cèsars a la millor primera obra de ficció i a la millor actriu.
L'any 2008, torna a fer Sale affaire, du sexe et du crime amb ocasió del Festival del Còmic d'Angulema, en una nova posada en escena, il·lustrada en directe pel dissenyador Pascal Rabaté. És igualment l'actriu estrella de Séraphine de Martin Provost, biografia filmada del pintor Séraphine de Senlis. La seva interpretació li val, l'any 2009, el César a la millor actriu per a la segona vegada en la seva carrera.
Amb el seu compatriota Bouli Lanners, són al capdamunt del cartell de Louise-Michel, comèdia social i burlesca de Benoît Delépine i Gustave Kervern. Hi fa el paper d'una obrera que proposa als seus col·legues reunir les seves indemnitzacions d'acomiadament per pagar un assassí professional que s'encarregui de liquidar l'amo que acaba de tancar la seva fàbrica.
L'any 2010, actua a Mammuth, dels mateixos directors, i apareix igualment a Gainsbourg, vida heroica de Joann Sfar.
L'any 2011, troba el director Martin Provost que li ofereix, després de Séraphine, el paper principal d'On va la nit; al costat de Pierre Moure, Edith Scob i Laurent Capelluto, interpreta una dona colpejada, Rosa Mayer, que assassina el seu marit i marxa a viure amb el seu fill a Brussel·les.
L'any 2012, interpreta la mare de Noémie Lvovsky, brutalment submergida a la seva adolescència dels anys 1980 al film Camille redouble.
L'any 2013, Yolande Moreau presideix la 3a cerimònia dels Magritte que pretén saludar l'excel·lència de la producció cinematogràfica belga. Hi assoleix el Magritte a la millor actriu secundària per a Camille redouble.

## Filmografia

### Actriu
- 1984: Sept pièces d'Agnès Varda: Una minyona
- 1985: Sense sostre ni llei (Sans toit ni loi) d'Agnès Varda: Yolande
- 1985: Vivement ce soir de Patrick Van Antwerpen: una clienta
- 1989: Le jour de congé de Carole Laganiere:
- 1992: Les Amies de ma femme de Didier Van Cauwelaert: La conserge
- 1992: La Cavale des fous de Marco Pico: La conductora del bus
- 1993-2002: Les Deschiens: Yolande
- 1993: Germinal de Claude Berri: La Levaque
- 1993: Le Fils du requin d'Agnès Merlet: L'automobilista
- 1993: La Lettre inachevée de Chantal Picault: Lydia
- 1995: Le Hussard sur le toit de Jean-Paul Rappeneau: Mme Rigoard
- 1995: Le bonheur est dans le pré d'Étienne Chatiliez: Lucette
- 1995: Les Trois Frères de Didier Bourdon et Bernard Campan: La cap del PMU
- 1995: Les Vacances de Maigret de Pierre Joassin: Madame Popineau
- 1995: Le Cheval de cœur de Charlotte Brandström: Josiane
- 1996: La Belle Verte de Coline Serreau: La fornera
- 1996: Baloche de Dominique Baron: Jacqueline Van Bersen
- 1997: Tout doit disparaître de Philippe Muyl: Irène Millard
- 1998: Que la lumière soit ! d'Arthur Joffé: Dieu
- 1998: Vollmond de Fredi M. Murer: Marie Rochat
- 1998: Le choix d'une mère de Tom Collins i Jacques Malaterre: Mme Parmentier
- 1999: Merci mon chien de Philippe Galland: Marie-Do
- 1999: L'Ami du jardin de Jean-Louis Bouchaud: Mme Pogut
- 1999: Le Voyage à Paris de Marc-Henri Dufresne: La fornera
- 1999: Premier Noël de Kamel Cherif: L'institutrice
- 2001: Le Fabuleux Destin d'Amélie Poulain de Jean-Pierre Jeunet: Madeleine Wallace
- 2001: Le Lait de la tendresse humaine de Dominique Cabrera: Babette
- 2001: Sa mère, la pute de Brigitte Roüan: Annie
- 2002: Une part du ciel de Bénédicte Liénard: Mme Pasquier
- 2002: Un honnête commerçant de Philippe Blasband: L'inspectora Chantal Bex
- 2003: Bienvenue chez les Rozes de Francis Palluau: Marsanne
- 2003: Corps à corps de François Hanss: La mestra
- 2003: Joséphine de Joël Vanhoebrouck:
- 2003: Grand ciel de Noël Alpi: Colette
- 2004: Folle embellie de Dominique Cabrera: Hélène
- 2004: Quand la mer monte... de Yolande Moreau i Gilles Porte: Irène
- 2004: La vie est si courte de Hervé Baslé:
- 2005: Ze Film de Guy Jacques: La dona Kodak
- 2005: Le Couperet de Costa-Gavras:
- 2005: Bunker Paradise de Stefan Liberski: Claire
- 2005: Les Vacances de Noël de Jan Bucquoy: Ella mateixa
- 2006: Enfermés dehors d'Albert Dupontel: Gina
- 2006: Au crépuscule des temps de Sarah Lévy: Margoline Ekh
- 2006: Paris, je t'aime de Olivier Assayas, Frédéric Auburtin, Sylvain Chomet, Ethan Coen i Joel Coen: La mim (Tour Eiffel)
- 2006: Je m'appelle Élisabeth de Jean-Pierre Améris: Rose
- 2006: Le Cri (mini-série) de Hervé Baslé: Marie
- 2007: Une vieille maîtresse de Catherine Breillat: La comtessa d'Artelles
- 2007: Un air si pur... de Yves Angelo: Laure Surville
- 2007: Vous êtes de la police ? de Romuald Beugnon: Christine Léger
- 2008: Musée haut, musée bas de Jean-Michel Ribes: Madame Stenthels
- 2008: Séraphine: Séraphine Louis
- 2008: Louise-Michel de Benoît Delépine and Gustave Kervern: Louise
- 2008: Les Plages d'Agnès d'Agnès Varda: Ella mateixa
- 2008: Mia et le Migou de Jacques-Rémy Girerd: Veu de Les Lantines / La bruixa
- 2008: Villa Marguerite de Denis Malleval: Adèle Grandclément
- 2009: La Véritable Histoire du chat botté de Pascal Hérold, Jérôme Deschamps i Macha Makeïeff: Veu de la Reine
- 2009: Incognito d'Éric Lavaine: Mme Champenard
- 2009: Micmacs à tire-larigot de Jean-Pierre Jeunet: Tambouille
- 2010: Gainsbourg, vie héroïque de Joann Sfar: Fréhel
- 2010: Mammuth de Benoît Delépine et Gustave de Kervern: Catherine Pilardosse
- 2010: La Meute de Franck Richard: La Spack
- 2010: Ya basta ! de Gustave Kervern: la caixera del museu
- 2011: Où va la nuit de Martin Provost: Rose
- 2012: Le Grand Soir de Benoît Delépine i Gustave de Kervern: La mare de la punky
- 2012: Cendrillon au Far West de Pascal Hérold: Veu de Felicity
- 2012: Camille redouble de Noémie Lvovsky: La mare de Camille
- 2012: Dans la maison de François Ozon: Les bessones
- 2012: Dessine-moi un bouton de Gary Lebel: Selling Candy
- 2013: Henri de Yolande Moreau: Tia Michelle
- 2013: Neuf mois ferme d'Albert Dupontel: Mare de Bob
- 2014: Ablations d'Arnold de Parscau: Assistent de Wortz
- 2014: Brèves de comptoir de Jean-Michel Ribes: Madame Lamelle
- 2015: Voyage en Chine de Zoltan Mayer: Liliane
- 2015: The Childhood of a Leader de Brady Corbert: Mona
- 2015: Le Tout Nouveau Testament de Jaco Van Dormael: La dona de Deu
- 2015: Un monde truqué de Christian Desmares: veu
- 2016: Une vie de Stéphane Brizé: La baronessa Adélaïde Le Perthuis des Vauds
- 2016: L'Enfance d'un chef de Brady Corbet: La minyona
- 2017: De toutes mes forces de Chad Chenouga: Madame Cousin
- 2017: Crash Test Aglaé d'Eric Glavel: Marcelle
- 2017: Emmaüs de Gustave Kervern i Benoît Delépine:
- 2017: Capitaine Marleau de Josée Dayan: Catherine Rougemont
- 2018: Raymonde ou l'évasion verticale de Sarah Van den Boom: Narradora (curt documental).
- 2018: I Feel Good de Benoît Delépine: Monique
- 2018: La casa d'estiu (Les estivants) de Valeria Bruni Tedeschi: Jacqueline
- 2019: Rebelles d'Allan Mauduit: Nadine Dewulder
- 2019: Cleo d'Eva Cools: Jet. Nominada a millor actriu secundària dels Premis Magritte.
- 2019: Jeunes et courts! d'Antoine Besse.
- 2020: El manual de la bona esposa (La bonne épouse) de Martin Provost: Gilberte Van der Beck. Nominada al César a la millor actriu secundària.
- 2020: Groland Le Zapoï d'Émilien Sitnikow: Rolande Moreau. Sèrie de televisió, 1 episodi.
- 2020: Les sans-dents de Pascal Rabaté: Calamity.
- 2020: Zaï Zaï Zaï Zaï de François Desagnat: comissària Jeanne Weber
- 2020: Le grand restaurant de Gérard Pullicino: Christine. Sèrie de televisió, 2 episodis.
- 2021: La mama és pura pluja (Maman pleut des cordes) d'Hugo de Faucompret: Iaia Ceba. Curtmetratge d'animació, veu de la protagonista.
- 2021: Les enfants de Bohème de Judith Chemla: Manie. Curtmetratge.
- 2022: En même temps de Benoît Delépine: Madame Bianca.
- 2022: Scarlet (L'envol) de Pietro Marcello: la maga.
- 2022: Le principal de Chad Chenouga: Estelle.
- 2023: La Fiancée du poète de Yolande Moreau: Mireille Stockaert
- 2023: Captives de Arnaud des Pallières: Camomille
- 2024: Angelo dans la forêt mystérieuse d'Alexis Ducord: l'avia. Veu, pel·lícula d'animació.
- 2024: Je ne me laisserai plus faire de Gustave Kervern: Emilie Raffray. Telefilm

### Directora
- 2004: Quand la mer monte puja... codirigida amb Gilles Porta
- 2013: Henri
- 2016: Nulle part, en France, documental[3]
- 2023: La Fiancée du poète

## Teatre
Yolande Moreau ha actuat en una desena de peces de teatre.
L'any 1981, escriu el seu primer espectacle que repetirà els anys següents: Sale affaire, du sexe et du crime (sola en escena). La primera frase «M'he enredat en un crim, és lleig, oi? » marca el començament del seu reconeixement a Bèlgica.
- 1989: Lapin chasseur de Jérôme Deschamps i Macha Makeïeff.
- 1992: Les Pieds dans l'eau de Jérôme Deschamps i Macha Makeïeff
- 1994: C'est magnifique, espectacle de Jérôme Deschamps i Macha Makeïeff
- 1997: Les Précieuses ridicules de Molière, posada en escena Jérôme Deschamps i Macha Makeieff, Théâtre national de Bretagne, Odéon-Théâtre de l'Europe

## Premis i nominacions

### Premis
- 2004: Festival internacional del film francòfon de Namur: Bayard d'or a la millor artista per a Quand la mer monte...[4] per Quand la mer monte...

| Any  | Premis                                       | Categoria                              | Pel·lícula                       |
| ---- | -------------------------------------------- | -------------------------------------- | -------------------------------- |
| 1982 | Festival del Riure de Rochefort              | Primer premi                           | Sale affaire du sexe et du crime |
| 2005 | Premis César                                 | Millor primer film                     | Quand la mer monte...            |
| 2005 | Premi Louis-Delluc                           | Millor primer film                     | Quand la mer monte...            |
| 2005 | Premis César                                 | Millor actriu / interpretació femenina | Quand la mer monte...            |
| 2008 | Festival de la ficció TV de la Rochelle 2008 | Millor actriu / interpretació femenina | Vila Marguerite                  |
| 2008 | Festival del film francòfon d'Angulema       | Millor actriu / interpretació femenina | Séraphine                        |
| 2009 | Premi Llum                                   | Millor actriu / interpretació femenina | Séraphine                        |
| 2009 | Estrelles d'or del cinema francès            | Millor actriu / interpretació femenina | Séraphine                        |
| 2009 | Premis César                                 | Millor actriu / interpretació femenina | Séraphine                        |
| 2009 | Los Angeles Film Critics Award               | Millor actriu / interpretació femenina | Séraphine                        |
| 2009 | Nacional Society of Film Critics             | Millor actriu / interpretació femenina | Séraphine                        |

### Nominacions
- Magritte 2011 :
  - Millor actriu per a Mammuth
  - Millor actriu secundària per a Gainsbourg, vie héroïque
- Cèsar 2013: César a la millor actriu secundària per a Camille redouble
- Magritte 2015 :
  - Millor film per a Henri
  - Millor director per a Henri
  - Millor guió original o adaptació per a Henri
- Magritte 2016 :
  - Millor actriu per a Viatge a la Xina
  - Millor actriu secundària per al Tot Nou Testament
- Magritte 2020:
  - Millor actriu secundària per Cleo
- César 2021:
  - Millor actriu secundària per El manual de la bona esposa

## Distincions
- 2007: Oficial de l'Orde de la Corona[5]